# Cryptotis nelsoni
Cryptotis nelsoni é uma espécie de mamífero da família Soricidae endêmico do México.

## Distribuição geográfica e habitat
A espécie era conhecida apenas da localidade-tipo na encosta ocidental do extinto vulcão San Martín Tuxtla, em Veracruz. Em 2004 a espécie foi redescoberta e três novas localidades foram determinadas na encosta sul do vulcão e a noroeste nas proximidades do lago Catemaco.